# Triangle del liti

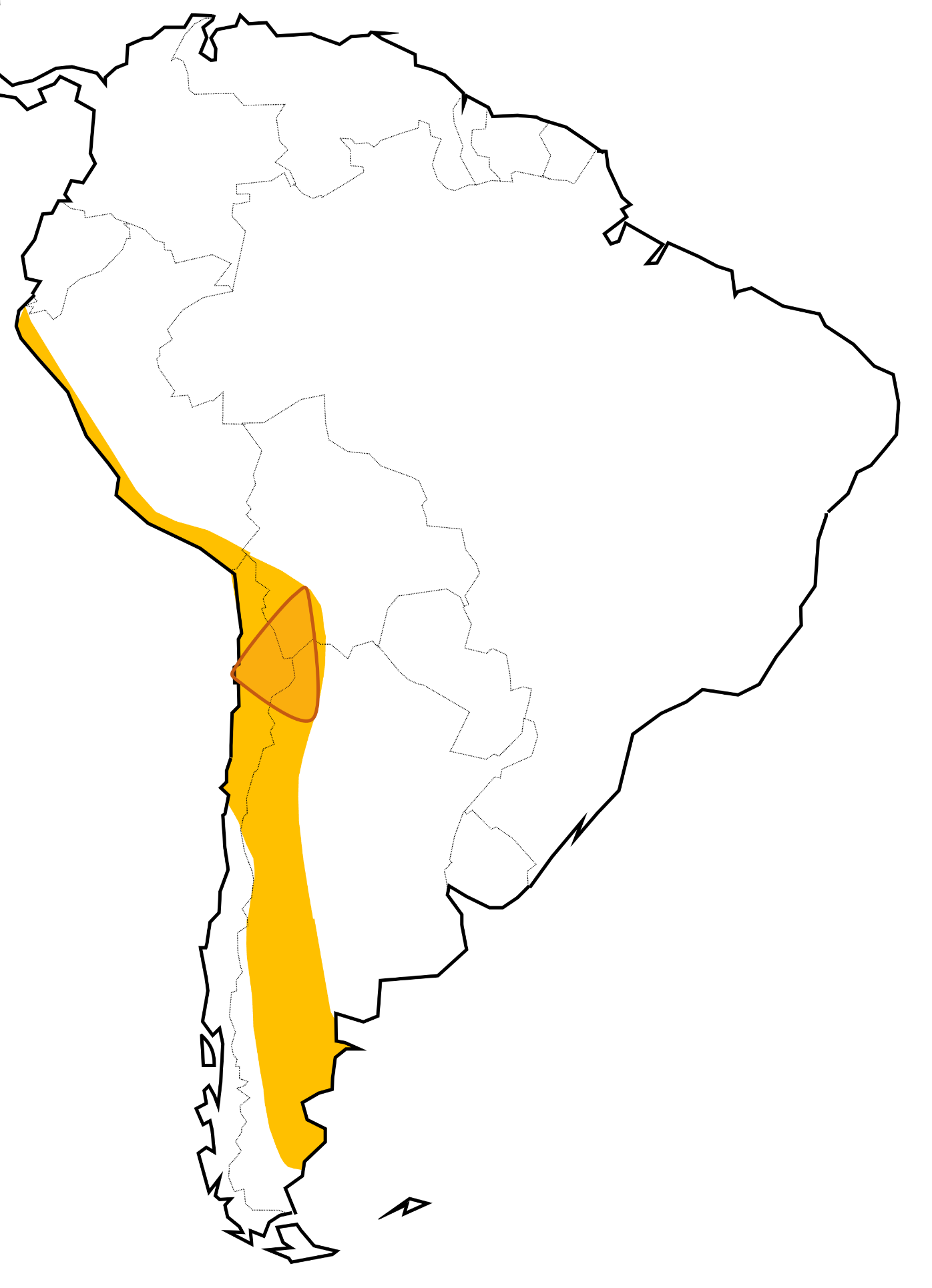
El triangle de liti dins de la Diagonal àrida d'Amèrica del Sud

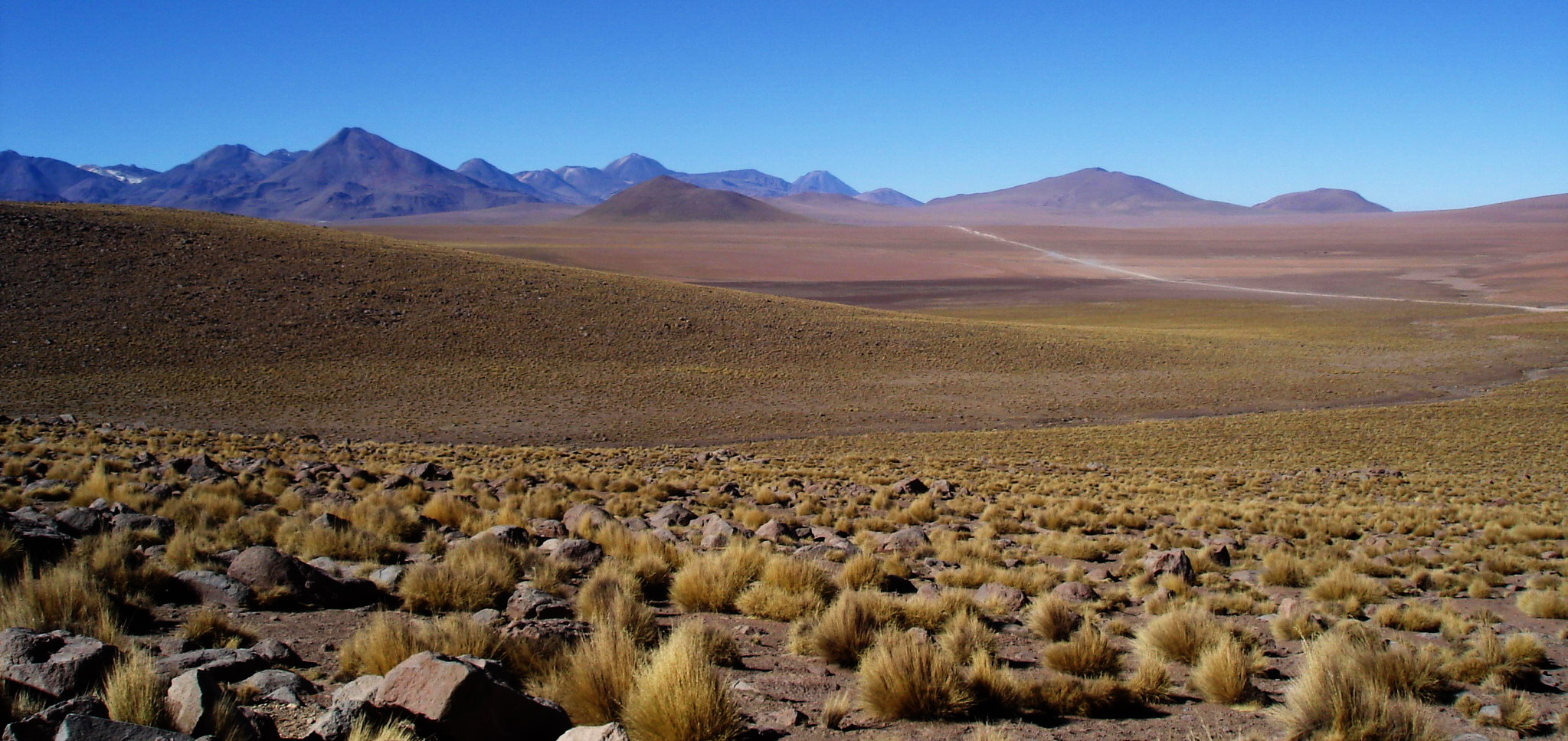
Altiplà xilè, una de les zones incloses en el triangle del liti.

El triangle de liti (castellà: Triángulo del Litio) és una regió dels Andes que és rica en reserves de liti, englobada per les fronteres d'Argentina, Bolívia i Xile. El liti es concentra en diverses salines que existeixen al llarg del desert d'Atacama i zones àrides veïnes. Les zones més grans, tres salines principals que defineixen els seus vèrtexs són el Salar de Uyuni a Bolívia, el Salar d'Atacama a Xile i el Salar del Hombre Muerto a l'Argentina. D'aquests, el Salar d'Atacama de Xile té la concentració més alta de liti (0,15% en pes) entre totes les fonts del món. La forma de l'àrea d'interès per als recursos de liti a les salines, però, no és un triangle sinó més aviat una mitja lluna que comença amb Salar de Surire (19° S) al nord i acaba amb Salar de Maricunga (27° S) al sud. Per això s'ha proposat canviar el nom de l'àrea a Lithium Crescent.
A partir del 2017 es pensava que l'àrea albergava al voltant del 54% de les reserves de liti del món, però, no s'espera que aquestes reserves, que són les més grans en grandària i la més alta qualitat del món, no enriqueixin els països del voltant, com ha fet el petroli per als països del Golf. Per exemple, la quantitat total de minerals de liti a Xile val "menys que els tres anys d'exportacions de petroli de l'Aràbia Saudita".
La producció anual a principis dels anys 2020 va ser la següent: 140.000 tones anuals a Xile 33.000 tones anuals a l'Argentina i 600 tones anuals a Bolívia.